# كأس النخبة اللبناني 2015
كأس النخبة اللبناني 2015 هو موسم من كأس النخبة اللبناني. فاز فيه نادي العهد.